# 1645
Năm 1645 (số La Mã: MDCXLV) là một năm thường bắt đầu vào ngày Chủ nhật trong lịch Gregory (hoặc một năm thường bắt đầu vào thứ Tư trong lịch Julius chậm hơn 10 ngày).

## Sự kiện

### Tháng 5
- Dương Châu thập nhật.

### Tháng 6
- Anh Quốc nội chiến
- Ottoman tấn công Canea, mở đầu Chiến tranh Crete (1645–1669)[1]

### Tháng 7
- Ngày 26: Lý Tự Thành binh bại bị vây tại Cửu Cung Sơn (Hồ Bắc), tự sát mà chết, Đại Thuận quốc diệt vong.

### Tháng 8
- Ngày 18: Đường Vương Chu Duật Kiện xưng đế tại Phúc Châu, niên hiệu Long Vũ.

## Mất
- Sử Khả Pháp danh tướng kháng Thanh.
- Lý Tự Thành tướng khởi nghĩa.